# L'Homme de Londres (film, 1943)
Pour les articles homonymes, voir L'Homme de Londres (homonymie).
Pour plus de détails, voir Fiche technique et Distribution.
L'Homme de Londres est un film français réalisé par Henri Decoin et sorti en 1943.

## Synopsis
Dans une gare maritime, le poste d’aiguillage ferroviaire est tenu le jour par Maennec et Kéridan et durant la nuit, par Maloin. Lors de l’accostage du bateau provenant de Londres, le manège d’un voyageur l'intrigue. Au pied de la passerelle, il confie prudemment sa valise à un inconnu. Le cheminot est alors témoin d'un meurtre et s'empare du bagage rempli de billets, dans l'espoir d'une vie meilleure. Il verra ses illusions disparaître lorsqu'il sera amené à tuer à son tour.

## Fiche technique
- Titre : L'Homme de Londres
- Réalisation : Henri Decoin assisté d'Andrée Feix
- Scénario : Henri Decoin, d'après l'œuvre éponyme de Georges Simenon
- Dialogues : Charles Exbrayat
- Photographie : Paul Cotteret
- Son : Jean Rieul
- Montage : Suzanne de Troeye
- Musique : Marcel Landowski et Georges Van Parys
- Décors : Serge Pimenoff
- Photographe de plateau : Lucienne Chevert
- Producteur : François Chavane
- Directeur de production : Charles-Félix Tavano
- Société de production : S.P.D.F.
- Pays de production :  France
- Langue : français
- Format : noir et blanc, 35 mm, 1,37:1,  son Mono
- Genre : Film dramatique , Film policier
- Durée : 98 minutes
- Date de sortie : 
  - France : 20 octobre 1943
- Affiches : Hervé Morvan, René Péron, Jean-René Poissonnié (France)

## Distribution
- Fernand Ledoux : Charles Maloin
- Jules Berry : Charly Brown
- Jean Brochard : l'inspecteur Mollison
- Suzy Prim : Suzanne dite Camélia
- Héléna Manson : Julie Maloin
- René Bergeron : Auguste
- Nila Cara : la fille qui chante
- Mony Dalmès : Henriette Maloin
- Marcel Delaître : Léon
- René Génin : Maennec
- Gaston Modot : Teddy Baxter
- Blanche Montel : Mme Brown
- Marcelle Monthil : Rose
- Alexandre Rignault : Keridan
- Made Siamé : la patronne de l'hôtel
- Jean Kolb